# Московский (Алтайский край)
Московский — посёлок в Крутихинском районе Алтайского края России. Входит в состав Волчно-Бурлинского сельсовета.

## История
О поселке Московский написал краевед Б. Н. Омелянчук в книге «Рубцовск. Страницы истории»: «переселенческий участок Кизиха-Московский» стал заселяться в 1908 году. В нём планировалось поселить 135 человек. В 1909 году в посёлке было образовано сельское общество, и он получил название поселок Московский. Ему принадлежало 1711 десятин земли. В 1918 г. в Ново-Алейской волости числится п. Кизихинский.
По Списку населенных мест Сибирского края за 1928 год отмечено, что в селе Кизиха проживают преимущественно украинцы: 213 хозяйств и 1154 жителя, работает начальная школа сельсовет, лавка общества потребителей.
По Списку населенных мест Рубцовского района в 1931 году в Кизихе 221 хозяйство, 915 жителей

## География
Посёлок находится на восточной границе заказника Алеусский, на его территории берёт начало река Бурла, имеется несколько озёр, между дюнами почва заболочена.
Уличная сеть
В посёлке 3 улицы: Центральная, Северная и Южная.
Климат
Климат резко континентальный. Континентальность климата проявляется и в том, что основная часть осадков, примерно половина годового количества, выпадает в течение летних месяцев с июня по август. Средняя температура января минус 20 ˚С, июля — +21 ˚С. Абсолютный температурный максимум — +38 ˚С, абсолютный минимум — минус 52 ˚С. Преобладание в Крутихинском районе малооблачной антициклональной погоды обуславливает низкие температуры зимой и достаточно высокие летом. Климат в районе посёлка Московский умеренно-засушливый. Годовое количество атмосферных осадков — 350—400 мм. Преобладающее направление ветра в течение года — юго-западное с переходом на северо-западное.
Расстояние до
- районного центра Крутиха 38 км.
- краевого центра Барнаул 217 км.

Ближайшие населенные пункты
Романово 9 км, Высокая Грива 10 км, Волчно-Бурлинское 11 км, Прыганка 12 км.

## Население
| 1997 | 1998 | 1999 | 2000 | 2001 | 2002 | 2003 |
| ---- | ---- | ---- | ---- | ---- | ---- | ---- |
| 132  | ↗135 | ↘128 | ↗131 | ↘124 | ↘115 | ↘107 |
| 2004 | 2005 | 2006 | 2007 | 2008 | 2009 | 2010 |
| ↘91  | ↘73  | ↘66  | ↘56  | ↘50  | ↘42  | ↘39  |
| 2011 | 2012 | 2013 |      |      |      |      |
| →39  | ↘37  | →37  |      |      |      |      |

## Инфраструктура
Деятельность жителей посёлка соответствует основной специализации района — производство подсолнечника, зерновых культур, молочно-мясное скотоводство. СПК «Московское» разводит скот, занимается производством зерновых культур. В поселке есть ФАП (филиал Крутихинской ЦРБ).
В посёлке отсутствует школа (дети обучаются в МКОУ «Волчно-Бурлинская СОШ») и сеть Интернет.

## Транспорт
В районе существует сеть региональных дорог/ В 2016 году отремонтирован участок дороги, соединивший посёлок с региональной трассой «Крутиха—Панкрушиха—Хабары—Славгород—Республика Казахстан»